# Ибрагимов, Ибрагим Эльдар оглы
Ибрагим Эльдар оглы Ибрагимов (азерб. İbrahim Eldar oğlu İbrahimov, род. 5 мая 1959, Иджеван, Армянская ССР, СССР) — азербайджанский спортивный деятель. Главный тренер сборной Азербайджана по паралимпийскому дзюдо. Мастер спорта СССР. Заслуженный тренер Азербайджана.

## Биография
Ибрагим Эльдар оглы Ибрагимов переехал жить в Сумгаит в 1974 году по совету своего первого учителя в Армянской ССР. Занимался самбо и дзюдо, побеждая в различных весовых категориях на соревнованиях. Выполнил норматив мастера спорта. Стал чемпионом мира среди ветеранов по самбо. Однако, начиная с 23 лет, Ибрагимов в основном занимался воспитанием молодых спортсменов.
С 1993 года является членом спортивного общества Министерства внутренних дел Азербайджанской Республики. С этого времени 46 его воспитанников становились чемпионами и призёрами первенств Европы, мира, Олимпийских и Паралимпийских игр. Среди них Эльгюн Муслимов, Эльнур Ахмедов, Эльчин Сефиханов, Тофиг Мамедов. Также Ибрагимов тренировал двукратного паралимпийского чемпиона Ильхама Закиева. С Ильхамом Ибрагимов начал заниматься, когда тот был ещё в подростковом возрасте. Однако, полученное во время службы в армии пулевое ранение лишило Ильхама Закиева зрения и ему пришлось перейти в паралимпийское дзюдо. Ибрагимов вспоминает:
Его ранение очень потрясло меня. Нельзя было потерять такого талантливого, дополняющего физическими возможностями технические способности, в крайней степени отважного спортсмена…

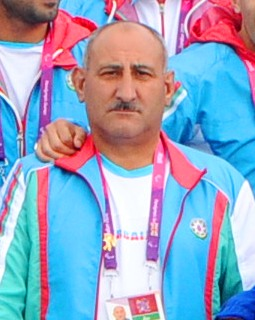
На Паралимпийских играх 2012

За свои заслуги 9 февраля 2009 года Ибрагим Ибрагимов получил звание Заслуженного тренера Азербайджанской Республики.
В 2012 году двое членов сборной Азербайджана по дзюдо, тренером которой был Ибрагим Ибрагимов, Рамин Ибрагимов и Афаг Султанова, стали победителями Паралимпийских игр в Лондоне, а Ильхам Закиев — бронзовым призёром. Распоряжением президента Азербайджана Ильхама Алиева от 14 сентября 2012 года Ибрагим Ибрагимов за высокие достижения на XIV летних Паралимпийских играх в Лондоне, а также за заслуги в развитии азербайджанского спорта был награждён орденом «Шохрат» («Слава»). В декабре того же года Ибрагимов стал главным тренером паралимпийской сборной Азербайджана.

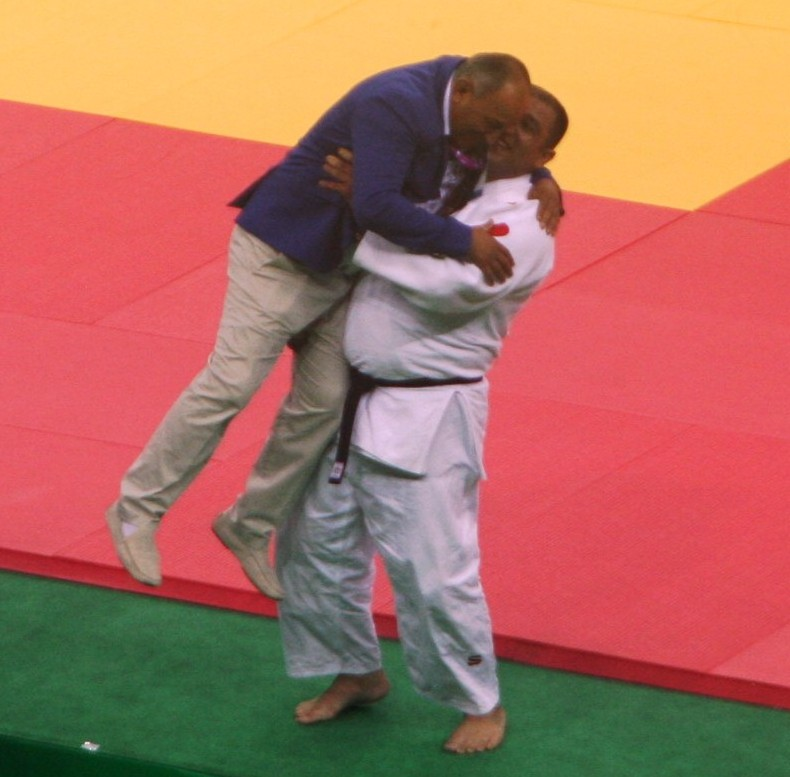
Ибрагимов и его подопечный Ильхам Закиев празднуют победу на I Европейских играх в Баку

За заслуги в развитии спорта в Азербайджане 29 июня 2015 года был награждён Почётным дипломом Президента Азербайджанской Республики.
В связи с 20-летием создания Национального паралимпийского комитета Азербайджана в соответствии с распоряжением Президента Азербайджана от 3 февраля 2016 года Ибрагиму Ибрагимову была присуждена «Почётная стипендия Президента Азербайджанской Республики».
Распоряжением президента Азербайджана от 21 сентября 2016 года за высокие достижения на XV летних Паралимпийских играх в Рио-де-Жанейро, на которых Рамиль Гасымов стал победителем, Байрам Мустафаев — серебряным, а Ровшан Сафаров — бронзовыми призёрами соревнований по дзюдо, и большие заслуги в развитии спорта в Азербайджане главный тренер сборной Ибрагим Ибрагимов был награждён орденом «За службу Отечеству» III степени.
На Паралимпийских играх 2020 в Токио двое из подопечных Ибрагимова стали чемпионами, двое — бронзовыми призёрами. Распоряжением Президента Азербайджанской Республики Ильхама Алиева от 6 сентября 2021 года Ибрагим Ибрагимов за высокие достижения на XVI летних Паралимпийских играх в Токио и заслуги в развитии азербайджанского спорта был награждён медалью «Прогресс».
На Паралимпийских же играх 2024 в Париже подопечный Ибрагимова Ильхам Закиев выиграл бронзовую медаль, став призёром пяти Паралимпийских игр. Распоряжением президента Азербайджанской Республики Ильхама Алиева от 10 сентября 2024 года Ибрагим Ибрагимов за высокие достижения на XVII летних Паралимпийских играх в Париже и заслуги в развитии азербайджанского спорта был награждён орденом «Труд» III степени. Как тренер Закиев, он также был награждён денежной премией в размере 25 000 манатов.